# Alentejo: Tinto's Law
Alentejo: Tinto's Law es un juego de rol de acción de 2024, desarrollado por Loading Studios y publicado por Teknamic Software para Game Boy y navegadores web. El juego está vagamente inspirado en la serie de televisión de la RTP1 Alentejo Sem Lei, emitida en 1991  y en las películas Spaghetti Western de mediados de la década de 1960.
La historia sigue a Gildo, un misterioso recién llegado al pueblo de Tinto, mientras trabaja para interrumpir el tráfico ilegal de tinto (vino tinto) en el Alentejo, Portugal, del siglo XIX. La versión para Game Boy marca el primer juego comercial desarrollado en Portugal lanzado para la plataforma.   

## Jugabilidad
Alentejo: Tinto's Law es un juego de rol de acción para un solo jugador que combina una jugabilidad centrada en la narrativa con elementos de resolución de puzzles. El juego se divide en dos secciones: un mundo exterior, enfocado en la exploración y desafíos de acción, y niveles subterráneos que contienen rompecabezas y potenciadores coleccionables.
La narración sigue a Gildo mientras intenta desmantelar el control del barón Tinto sobre el comercio de vino tinto en la región, centrado en una estación de tren recientemente construida. Los jugadores deben reunir recursos, formar alianzas y planificar un asalto al tren para detener la operación.

## Desarrollo y lanzamiento
Alentejo: Tinto's Law fue desarrollado por un equipo de Loading Studios, anteriormente conocido por The Fisherman: A Codefish Tale, ganador de un premio PlayStation Talents en 2023.  El equipo estaba compuesto por Ivan Barroso (director), Vasco Oliveira (diseñador de niveles), Daniel Penão (programador) y Marta Vaz (artista), con música compuesta por Pankyonshii. El arte de marketing fue proporcionado por Martim Alves, con servicios adicionales de Tiago Colaço.  Según Vasco Oliveira, el juego fue creado como un proyecto de diseño especulativo retro—imaginando cómo habría sido un título portugués para Game Boy en la década de 1990, una época en la que en realidad no se desarrollaron juegos para la plataforma en Portugal. Alentejo: Tinto's Law se inspira en películas populares de la época, incluidos los spaghetti westerns del siglo XX, así como en la serie de televisión de RTP de 1991 Alentejo Sem Lei.
El juego fue lanzado en formato digital en noviembre de 2024 para navegadores web, y en formato físico para Game Boy mediante un cartucho en febrero de 2025, publicado por Teknamic Software. 

## Recepción

### Reseñas
Alentejo: Tinto's Law recibió críticas generalmente positivas, destacándose por su narrativa, puzzles, humor y referencias históricas a la Iberia del siglo XIX.   Las críticas negativas se centraron principalmente en la limitada variedad de pistas musicales y en la simplicidad de la mecánica de disparo.

### Reconocimientos
En los premios IndieDB Indie of the Year de 2024, el juego fue finalista en la categoría "Upcoming Games – Role-Playing".  También fue finalista en los DevGamm Spotlight Awards en la categoría "Revelación del año", y ganó el premio a "Mejor juego nacional" en los premios Geeks d'Ouro. 

## Futuro
En febrero de 2025, Loading Studios anunció una secuela titulada Alentejo: The Tinto and The Ugly .   